# ナズニーン・コントラクター
ナズニーン・コントラクター（Nazneen Contractor, 1982年8月26日 - ）は、カナダの女優。インド・ムンバイ出身。

## 人物
インドのムンバイで生まれる。7歳のときにナイジェリアに移り、トロントに定住、そこで幼少期と若年成人期の大部分を過ごす。
カナダのドラマシリーズボーダー（TVシリーズ）が2009年に終了した後、アメリカのロサンゼルスに移る。2010年4月1日にイギリスの俳優カルロ・ロタと結婚。息子と娘が1人いる。

## 出演作品

### テレビ
- リベンジ
- ラスト★リゾート 孤高の戦艦
- XIII -サーティーン-
- 24 -TWENTY FOUR-（カイラ・ハッサン）
- コバートアフェア シーズン5(シドニー)
- エクスパンス (アシャンティ)
- スター・ウォーズ レジスタンス(シナーラ サン)

### 映画
- スター・トレック イントゥ・ダークネス
- 天空のペガサスvs魔獣キメラ